# Zugbildung
Zugbildung bedeutet die Zusammenstellung der Personen- beziehungsweise Güterwagen zu einem Zug.
Maßgeblich hierfür sind im Eisenbahnverkehr in Deutschland und in der Schweiz die Fahrdienstvorschriften sowie ergänzende Vorschriften. Grundsätzlich zu unterscheiden sind die Zugbildungsvorschriften bei Reise- und bei Güterzügen.

## Einzelvorschriften
In Österreich ist hierfür in der Verkehrsvorschrift (V3) der Abschnitt III: Bilden der Züge maßgeblich. Es dürfen demnach z. B.: nur Fahrzeuge eingestellt werden, die zur Beförderung mit dem Zug zugelassen sind, die für den Zuglauf zulässige Länge und Achsenanzahl nicht überschritten werden und keine Fahrzeuge eingestellt werden, deren Zustand oder Ladung die Betriebssicherheit gefährdet oder deren Achsdruck, Metergewicht oder Achsstand nicht der zu befahrenden Strecke entspricht. In der Schweiz ist dafür das Dokument R 300.1 - R 300.1 - A2024.pdf Schweizerische Fahrdienstvorschriften (FDV) A2024. Bundesamt für Verkehr (BAV), 1. Juli 2024 (PDF; 11,8 MB). R 300.5, Abschnitt 1 Zugbildung maßgeblich. 

### Reisezüge
In Deutschland wurden Reisezugwagen gemäß der Fahrdienstvorschrift in Stammwagen, Kurswagen, Verstärkungswagen und Bereitschaftswagen unterteilt. Während die Stammwagen fest in einer durch die Umlauf- und Reihungspläne festgelegten Garnitur in bestimmten Züge und festen Umläufe laufen, verkehrten die Kurswagen häufig in eigenen Umlaufplänen. Auch bei planmäßig eingesetzten Verstärkungswagen existieren Umlaufpläne, wohingegen für außerplanmäßige Verstärkungswagen keine weitreichende Planung stattfindet. Ebenso existieren für Bereitschaftwagen keine Planungen, da diese nur für außergewöhnliche Verstärkungen oder als Ersatz für schadhaft gewordene Wagen eingesetzt wurden. Die Art der Wagen, deren Anzahl und Anordnung zu einem Wagenpark werden durch den Zugbildungsplan vorgeschrieben. Gemeinsam mit dem Triebfahrzeug ergibt sich so ein Zug. Zusätzliche Vorschriften regeln das Aus- und Einstellen von Sonderwagen, außerplanmäßigen Verstärkungswagen und das Bilden von Sonderzügen.
Wagenstandsanzeiger auf dem Bahnsteig ermöglichen es den Fahrgästen, bereits vor Einfahrt des Zuges zu wissen, wo welcher Wagen am Bahnsteig halten wird. Das dient der schnelleren Abfertigung des Zuges.

### Güterzüge
Güterzüge werden in der Regel freizügig eingesetzt. Bestimmt durch die anfallenden Transportaufgaben laufen sie nicht nur innerhalb eines Landes, sondern nach den Vereinbarungen wie RIV bzw. OPW auch international um.
Die Reihung der Wagengruppen innerhalb eines Zuges wird in Deutschland schon seit 1926 durch die Güterzugbildungsvorschrift (GZV) bestimmt, die mit Rücksicht auf den weiteren Lauf, die Rangiermöglichkeiten in den einzelnen Bahnhöfen und das Ziel der Wagen aufgestellt wird. Weitere Vorschriften beziehen sich auf die Höchstgeschwindigkeit der einzelnen Wagen, besondere Ladungen sowie bestimmte Wagen, die nur am Schluss (bzw. an der Spitze) eines Zuges eingestellt werden dürfen.

### Triebwagen
Bei Triebwagen und Triebzügen ist die Zugbildung weniger flexibel als bei von Lokomotiven beförderten Wagenzügen. Oft können nur Triebwagen der gleichen Baureihe miteinander gekuppelt werden. Auch ICE-Züge beispielsweise können nicht mit anderen Zügen gekuppelt werden und werden im Betrieb auch nie getrennt.
Die Vielfachsteuerung vieler Triebwagen-Baureihen erlaubt es, mehrere Einheiten zu einem Zug zusammenzustellen. Bei U- und S-Bahnen werden fahrplanmäßig verkehrende Züge je nach tageszeitlichem und wochentäglichem Verkehrsaufkommen vielfach aus mehreren selbständigen aber zusammengekuppelten Einheiten gebildet. Die kleinste Zugeinheit, mit der im Regelbetrieb gefahren werden kann, wird dann Kurzzug genannt. Ein Vollzug ist ein Verband aus zwei Einheiten, ein Langzug ein Verband aus drei Einheiten. Bei der S-Bahn Berlin können Züge aus bis zu vier Doppeltriebwagen gebildet werden. Ein einzelner Doppeltriebwagen wird dann Viertelzug, zwei Doppeltriebwagen Halbzug genannt. Ein Zug aus drei Doppeltriebwagen heißt dort Dreiviertelzug und ein aus vier Doppeltriebwagen gebildeter Zug Vollzug.
Je zwei ICE 2 können miteinander gekuppelt werden. ICE 3, ICE T-7, ICE T-5 und ICE TD können untereinander zu einer Doppeltraktion gekuppelt werden, ICE T-5 und ICE TD darüber hinaus untereinander zur Dreifachtraktion.
Viele Triebwagen verfügen über automatische Kupplungen (wie z. B. die Scharfenbergkupplung), die beim langsamen Beifahren automatisch verriegeln und elektropneumatisch entkuppelt werden können. Das ermöglicht rationell und zügig die Flügelung sowie die Stärkung oder Schwächung von Zügen an einem Unterwegsbahnhof. Ersteres ermöglicht direkte Wagen an unterschiedliche Ziele; letzteres erfordert bei Zustieg vor der Verstärkung und Ausstieg nach der Schwächung einen Umstieg vom hinteren in den vorderen Zugteil.
Die Angabe der Zuglänge im Fahrplan oder ihre Anzeige auf dem Zugzielanzeiger ermöglicht es den Reisenden, schon vor Einfahrt eines Zuges zu erkennen, wie lang der Zug sein und wo er halten wird.

## Zugbildungsplan

Zugbildungsplan A (für Schnellzüge) der DB 1982

Zugbildungsplan für D 800/801 der DB 1982

Die Zugbildung für Reisezüge wird jeweils für eine Fahrplanperiode vom Bahnunternehmen festgelegt und in einem gesammelten Zugbildungsplan (jeweils für bestimmte Zuggattungen) festgeschrieben. Dieses Werk steht allen Betriebs- und Verwaltungsstellen als Grundlage für die regelmäßige Durchführung der Zugfahrt zur Verfügung. Bei der Deutschen Bundesbahn und ihrem Nachfolger, der Deutschen Bahn AG, ist das Dokument als Zp A R (Zugbildungsplan A - Reihungen) betrieblich bekannt. Seit dem Fahrplanjahr 2019 (ab Dezember 2018) wird dieses auch öffentlich zugänglich gemacht (siehe Links).
Der als Beispiel abgebildete Zugbildungsplan des Zugpaares
D 800/801 Saarbrücken–Düsseldorf und zurück aus dem Fahrplanjahr 1982/83 der damaligen Deutschen Bundesbahn zeigt einen Sechs-Wagen-Zug mit einem Erste-Klasse-Wagen in Zugmitte.
Angezeigt wird
- die Bauart und Reihung der Wagen (mit interner Umlaufnummer)
- die jeweils angeschriebene Wagen-Nummer
- das Zuggewicht und die Bremshundertstel
- die Höchstgeschwindigkeit (als Symbol, hier 121–140 km/h)
- das Vorhandensein von Lautsprecher- und Türschließeinrichtungen
- die Art der Zugheizung (hier elektrisch)
- der Laufweg des Zuges
- Bahnhöfe mit Fahrtrichtungswechsel (hier Koblenz)
- die Verkehrstage (einzelne Wagen verkehren nur an bestimmten Wochentagen, hier Wagen 57 und 58 nur freitags).